# Ur (oldtidsby)
 For alternative betydninger, se Ur (flertydig). (Se også artikler, som begynder med Ur)
Ur er en oldtidsby i det sydlige Mesopotamien i riget Sumer, beboet af sumererne. Ur-kulturen udgjorde sammen med bl.a. Uruk-kulturen den (overordnede) sumeriske kultur, den tidligste veldokumenterede kultur i verden.
Urs skytsgud var Nanna, den sumeriske månegud, og navnet på byen er i sin oprindelse fra gudens navn URIM2KI og havde bogstavelig betydningen "bostedet for Nanna".
Stedet er markeret af ruinerne af Den store ziggurat i Ur. Denne ziggurat indeholdt helligdommen for Nanna og blev udforsket i 1930'erne. Templet blev bygget en gang i 2.000-tallet f.Kr. og i løbet af styret under kong Ur-Nammu. Det blev rekonstrueret i 500-tallet f.Kr. af Nabonidus. Ruinerne dækker et område på 1.200 meter nordvest til sydøst med 800 meter nordøst til sydvest, og stiger op til omkring 20 meter over dagens bakkeniveau.
Ur var et af de vigtigste centre for den sumeriske kultur; en af de tidlige dokumenterede kulturer i verdenshistorien. I den første tid, før Babylons storhedstid, var Ur længe et politisk og til dels religiøst centrum for landet; den var hovedsædet for dyrkelsen af måneguden Nanna-Suen. Ifølge 1 Mos 11,31 stammede Abraham fra Ur:
"Så tog Tera sin søn Abram, sin sønnesøn Lot, der var søn af Haran, og sin svigerdatter Saraj, sin søn Abrams kone, og sammen forlod de Ur i Kaldæa for at drage til Kana'ans land. De kom til Karan, hvor de slog sig ned."
Byen er blevet undersøgt af arkæologer og regnes blandt de mest undersøgte af de sumeriske byer. John George Taylor begyndte sine undersøgelser i 1854, men systematiske udgravninger kom først i gang ved britisk-amerikansk samarbejde fra 1922 under ledelse af Leonard Woolley. Man har afdækket både bygninger og grave, og fundene har givet stor kundskab om livet i fortiden.

## Kongegravene i Ur
I årene 1922-1934 foretog arkæologen sir Leonard Woolley udgravninger i Ur på vegne af British Museum og University of Pennsylvania. I alt fandt han omkring 1.800 grave. I seksten af dem lå der så værdifulde genstande, at han kaldte dem "kongegrave". En af Woolleys vigtigste assistenter var Max Mallowan, gift med Agatha Christie, som besøgte Ur og baserede sin Hercule Poirot-roman Murder in Mesopotamia på udgravningerne der.
Woolleys fund afslørede, at en kongelig gravplads nær ved Urs ziggurat var åsted for en række uhyggelige ritualer omkring 2550 f.Kr., hvor snesevis af mennesker blev ofret for at følge afdøde ind i det næste liv. I løbet af måske et par hundrede år fandt der sted mindst seksten sådanne ceremonier for at markere dødsfald i kongefamilien. Særlig kendt er to af gravene. Den ene tilhørte en konge, hvis navn kan have været Abargi. En jordrampe førte ni meter ned i en fordybning. Her blev 63 mennesker ofret. Kongen blev lagt i gravkammeret sammen med nogle få – måske sine personlige tjenere fra hoffet – og indgangen forseglet. Udenfor lå de andre, deriblandt seks hjelmklædte soldater med to oksespande forspændt vogne med fire hjul. Dernæst blev de døde dækket med en meter jord, derefter et lag hårdtrampet ler, som tjente som gulv for den næste ceremoni, hvor offerdyr blev slagtet og nok et menneskeliv ofret. Få år senere blev graven alligevel forstyrret. Da gravlagde man en kvinde ved navn Pu-Abi tæt ved. Man gravede sig ned til en afstand af omkring en meter fra kongens gravkammer og klargjorde en ny fordybning til Pu-Abi og hendes følge. Nogen så derved sit snit til at grave sig ind i kongens gravkammer og plyndre det for det meste af dets skatter. Derefter blev hullet tildækket med Pu-Abis klædeskiste. Hendes gravkammer blev i øvrigt stående urørt og var en sensation, da det blev åbnet af Woolley – dog noget overstrålet ved fundet af Tutankhamons ligeledes urørte gravkammer i 1922. Blandt de døde lå smykker, brætspil og våben.
Der var 68 døde kvinder med bånd af guld og sølv i håret, bortset fra en kvinde, der stadig holdt et sammenrullet sølvbånd i hånden, nærmest som om, hun var kommet for sent til sin egen begravelse.
Den gang tænkte man sig, at ofrene havde meldt sig frivilligt i håb om en bedre tilværelse efter døden. Da der lå guldbægre i graven, havde de måske fået gift at drikke og sovet ind, før graven blev kastet til. Men da Penn-museet i Pennsylvania foretog en undersøgelse af kranier fra en kvinde og en soldat, opdagede man, at dødsårsagen i begge tilfælde var et kraftigt slag i hovedet med en stump genstand. Tilsvarende analyser af kranier fra forskellige grave i Ur tyder på, at i stedet for at være forgiftet, er personerne blevet dræbt ved et kraftigt slag mod hovedet. Bagefter prøvede man at bevare ligene ved en kombination af varmebehandling og kviksølv. Når tiden var inde for den store ceremoni, blev de pyntet og lagt på rad i gravkamrene.

## Tidlig historie

### Forhistorie
Arkæologer har afdækket beviser for en tidlig bosættelse ved Ur i Ubaid-perioden. Disse tidlige niveauer var forseglede af sterile aflejringer som hurtigt blev tolkede som beviser på, at en Syndflod var indtrådt, modsvarende den omtalt i Det Gamle Testamente, af udgraverne i 1920'erne. Imidlertid er der i dag den opfattelse, at den sydlige mesopotamiske slette var udsat for jævnlige oversvømmelser fra Eufrat og Tigris, og at det var underkastet stor erosion fra vand og vind. Yderligere beboelse af Ur synes at være sket igen i løbet af dets blomstringstid i 2.000-tallet f.Kr., skønt det må allerede have været et voksende urbant centrum i løbet af 3.000-tallet f.Kr. 2.000-tallet f.Kr. er normalt beskrevet som Mesopotamiens tidlige bronzealder, som endte en gang efter, at det tredje dynasti i Ur uddøde.

### 2.000-tallet f.Kr.
Der er to hovedkilder, som bevidner vigtigheden af Ur i løbet af tidlig bronzealder. Det første er en stor samling af dokumenter i form af lertavler med kileskrift, hovedsagelig fra det rige som kaldes for tredje dynasti i Ur i slutningen af 2.000-tallet f.Kr. Dette var den mest centraliserede stat, som verden den gang havde set. Optaget af tidligere århundreder gav en liste over konger af Sumer en forsøgsvis politisk historie i oldtidens Sumer.
Den anden kilde med information er arkæologisk arbejde i dagens Irak. Selv om de tidligste århundreder, første halvdel af 2.000-tallet og tidligere, fortsat er dårligt forståede, har de arkæologiske opdagelser vist på utvetydig vis, at Ur var et betydelig urbant center på den mesopotamiske slette. Særlig har opdagelsen af de kongelige grave bekræftet rigets storhed. Disse grave, som er daterede til tidlige dynastiske IIIa-periode (tilnærmet 2.400- eller 2.300-tallet f.Kr.) og indeholdt store mængder luksusgenstande lavede af kostbart metal, og ædelsten, som alle må være blevet importerede over lange afstande som fra Iran, Afghanistan, Pakistan, Tyrkiet og Den Persiske Bugt. Det er et vidnesbyrd om Urs økonomiske vigtighed i den tidlige bronzealder.
Arkæologiske undersøgelser i regionen har også bidraget meget til vor forståelse af landskabet og samhandel over lange distancer som skete i oldtiden. Ur var den vigtigste havn i Den Persiske Bugt, som strakte sig yderligere ind over indlandet end det gør i dag. Al rigdommen, som kom til Mesopotamien ad søvejen, måtte gå gennem Ur.
Så langt er beviserne for de tidligste perioder til tidlig bronzealder i Mesopotamien ganske begrænsede. At Ur var et vigtig urbant center allerede på denne tid synes at være indikeret af en type cylindersegl som kaldes for bysegl. Disse segl indeholdt en række motiver i form af en ur-kileskrift, som synes at være skrifter eller symboler på navne på bystater i oldtidens Sumer. Mange af seglene blev fundne i Ur, og navnet Ur er fremtrædende på dem.
Det tredje dynasti blev etableret, da kong Ur-Nammu kom til magten og styrede i tiden mellem ca. 2.047 f.Kr. og 2.030 f.Kr. I løbet af hans styre blev templer, inkluderet ziggurater, byggede, og jordbruget blev forbedret ved vandoverrisling. Hans lovkoder, Ur-Nammus love (et fragment blev afdækket i Istanbul i 1952), er et af de ældste af sådanne lovværker, som er kendt, og går forud for Hammurabis love med mindst 300 år. Ur-Nammu og hans efterfølger Shulgi ble begge guddommeliggjorte i løbet af deres styre, og etter hans død fortsatte han være en heltefigur. Et af de bevarede litterære værker fra Sumer beskriver Ur-Nammus død og hans rejse til underverdenen. På omtrent samme tid blev husene i byen som var villaer med to etager og med 13 eller 14 rum, gipsede med indre, dekorerede vægge.
Ur-Nammu blev efterfulgt af Shulgi, den største konge i det tredje dynasti, som befæstede Urs hegemoni og reformerede riget til en meget centraliseret, bureaukratisk stat. Shulgi styrede i en lang tid, mindst 42 år, og guddommeliggjorde sig selv mod slutningen af sit liv. Ur fortsatte gennem under yderligere tre kongers styre: Amar-Sin, Shu-Sin, og Ibbi-Sin. Det faldt en gang omkring 1.940 f.Kr. for elamitterne, et oldtidsrige øst for Sumer og Akkad, i det 24. regeringsår for Ibbi-Sin, en begivenhed som blev mindet i teksten Klagesangen over Ur.
I henhold til et vidnesbyrd var Ur den største by i verden fra omkring 2.030 og til 1.980 f.Kr. Dens befolkning var på henved 65.000 indbyggere.

### Senere bronzealder
Byen Ur mistede sin politiske magt efter, at det tredje dynasti var ovre. Ikke desto mindre var byens betydningsfulde position bibeholdt takket være dens adgang til Den Persiske Bugt, hvilket sikrede byens vedvarende økonomiske vigtighed i løbet af det 2. årtusinde f.Kr. Byens storslåethed, rigets magt, storheden hos kong Shulgi og uden tvivl den effektive propaganda for staten fortsatte videre i mesopotamisk historie. Shulgi var en godt kendt historisk figur for mindst yderligere to tusinde år, mens de historiske fortællinger om de mesopotamiske samfund holdt navne, begivenheder og mytologier i mindet.

### Jernalderen
I 500-tallet f.Kr. sad Nebukadnesar 2. af Babylonien med magten over Ur. Den sidste babyloniske konge, Nabonidus, udbedrede zigguraten. Imidlertid gik byen ind i en nedgangsperiode, som begyndte en gang omkring 550 f.Kr. Efter omkring 500 f.Kr. ophørte bosætningen, måske grundet tørke fremkaldt af ændringer i flodløbet, eller grundet aflejringer i udløbet til Den Persiske Bugt.

### Ny tid
Kong Nabodinus fik udbedret zigguratens to øverste terrasser i 500-tallet f.Kr. I 1980'erne restaurerede Saddam Hussein facaden på den nederste del med de tre enorme trapper op til porten ved den første terrasse. Senere er bygværket skadet. Under krigen mod vestlige styrker anbragte Saddam sine MiG kampfly ved siden af zigguraten i et forgæves håb om, at invasionsstyrken ville spare dem af frygt for at skade zigguraten.